# Sainte-Foy-de-Montgommery
Sainte-Foy-de-Montgommery er en kommune i departementet Calvados i regionen Basse-Normandie i det nordvestlige Frankrig.